# Tetranodus niveicollis
Tetranodus niveicollis là một loài bọ cánh cứng trong họ Cerambycidae.